# Міттельштеттен
Міттельштеттен (нім. Mittelstetten) — громада в Німеччині, розташована в землі Баварія. Підпорядковується адміністративному округу Верхня Баварія. Входить до складу району Фюрстенфельдбрук. Складова частина об'єднання громад Маммендорф.
Площа — 18,62 км2. Населення становить 1704 ос. (станом на 31 грудня 2020).